# The Perils of Pauline (1914)
The Perils of Pauline is een Amerikaanse filmreeks bestaande uit 20 korte films, die in 1914 wekelijks in de bioscopen werden vertoond. De hoofdrol werd vertolkt door Pearl White. De serie werd geregisseerd door Louis J. Gasnier.
De filmreeks was de eerste van zijn soort en kan als de voorloper van de televisieserie worden gezien. De hoofdpersoon, Pauline, wordt vaak gezien als een stereotype van een "dame in nood", hoewel sommige critici dit tegenspreken. De filmreeks bevindt zich in het National Film Registry.

## Verhaal
Mr. Marvin, de rijke verzorger van Pauline, heeft na zijn dood de erfenis tijdelijk in de handen van zijn secretaris Mr. Koerner gelegd zodat Pauline het geld pas krijgt als ze getrouwd is. Maar Pauline wil helemaal niet trouwen en liever op allemaal avonturen gaan. Koerner probeert dan ook om het geld te kunnen houden en Pauline te laten verdwijnen op een van haar avonturen.
Tijdens haar reizen valt Pauline onder andere in handen van indianen, piraten en schurken.
Elke aflevering eindigde met een cliffhanger waarbij Pauline in een gevaarlijke situatie terechtkwam die in de volgende aflevering weer opgelost werd.

## Rolverdeling
| Acteur           | Personage              |
| ---------------- | ---------------------- |
| Pearl White      | Pauline                |
| Crane Wilbur     | Harry Marvin           |
| Paul Panzer      | Koerner / Raymond Owen |
| Edward José      | Sanford Marvin         |
| Francis Carlyle  | Hicks, Owens Hulpje    |
| Clifford Bruce   | zigeunerleider         |
| Donald MacKenzie | Blinky Bill            |
| Jack Standing    | Ensign Summers         |
| Eleanor Woodruff | Lucille                |

## Achtergrond

### Achter de scènes
E.A. McManus van de Hearst Chain bewees als een van de eersten dat een reeks van op elkaar aansluitende films succesvol kon zijn. Hij werkte samen met Pathé aan deze reeks.
William Randolph Hearst was betrokken bij het schrijven van het script. Hij was ook aanwezig bij de première in Loew's Broadway Theatre op 23 maart 1914.
Pearl White deed haar eigen stunts voor de films. Dit was niet zonder risico's. Zo ging er bij een opname in New York iets mis waardoor een luchtballon waar White in zat losschoot door een storm, en pas kilometers verderop landde. Bij een ander incident liep ze permanente rugbeschadiging op door een val.
De nog resterende tekstkaarten van de filmreeks zijn onbedoeld grappig vanwege hun slechte spelling en soms vreemde uitdrukkingen. Ook de titels waren soms lachwekkend. Dit kwam doordat tijdens de productie de films ook in het Frans werden vertaald. Hiervoor werden nieuwe titelkaarten gemaakt met daarop de Engelse titels vertaald naar het Frans. Toen de films later weer werden teruggekocht voor de Amerikaanse markt, waren de originele Engelse titels reeds vervangen door Franse. Daarom probeerden Franse filmmonteurs de titels terug te veranderen naar het Engels, met veel vertaalfouten tot gevolg.
Volgens Milton Berle was The Perils of Pauline zijn eerste film. Hij zou in de films een jong kind spelen. Dit is echter nooit door onafhankelijke bronnen vastgesteld.

### Opvolgers
- In 1914 kreeg de filmreeks reeds een vervolg, The Exploits of Elaine. White speelde hier ook in mee.

Er zijn twee nieuwe versies van de serie gemaakt:
- In 1933 werd er eenzelfde soort serie gemaakt maar dan bestaande uit 12 afleveringen: The Perils of Pauline
- In 1967 is een bioscoopfilm gemaakt: The Perils of Pauline

In 1947 is er ook een filmparodie met dezelfde naam uitgebracht, gebaseerd op de filmreeks.